# I턴
《I턴》(アイターン)은 작가 후쿠자와 테츠조의 소설로 별책문예춘추에서 제281호부터 제287호까지 연재되었으며 2010년 8월 10일에 문예춘추에서 단행본으로 발간하였다. 광고대리점에서 근후하는 남성이 어느날 야쿠자가 관리하는 수라의 길이라고 불리는 지점에 발령받게 되고, 매일과 같이 2명의 야쿠자 조장에서 협박을 당하는 내용을 다루었다. 이 소설을 쓴 이유에 대해 후쿠자와씨는 "악과 정의를 선택할 수 있을 때, 자신을 살리는 길을 선택할지 아니면 파멸로 이끄는 길을 선택할지? 어떤 의미에서 궁극의 선택이라고 할 수 있는 환경에 놓인 일반 샐러리맨은 어떤 선택을 하게 될지에 대해 흥미를 가져서"라고 답했다. 2019년 7월 13일부터 9월 28일까지 TV 도쿄계열 드라마24에서 드라마화되어 방영되었다.

## 개요
북규슈지점의 지점장으로 단신부임하게 된 코마에 미츠오는 부임 첫날 여러 가지 시수로 인해 드래곤파이낸스와 이와키리조로부터 배상금이라는 명목의 막대한 빚을 지게 된다.
대립하는 두 폭력단 사이에 끼어 코마에는 갑작스럽게 이와키리조의 조장 이와키리의 사제가 된다. 두 집단 사이에 끼인 코마에 과연 이 위기를 잘 극복하고 무사히 도쿄에 귀환할 수 있을 것인가?

## 등장인물

### 코마에 가족
코마에 미츠오 (47)
광고대리점 다이센의 사원
사실상 좌천당해 북규슈지점장으로 단신부임하게 됨
코마에 아츠코 (45)
미츠오의 처
절약가로 돈에 대해 엄격한 척 하지만 사실 자신에 대해서는 매우 물러 낭비벽이 심함
코마에 코우타 (20)
미츠오의 아들
대학생
코마에 하루카
미츠오의 딸
고등학생

### 다이센
타카미네
도쿄본사근무
코마에의 상사
코마에와 동기지만 부사장의 딸과의 재혼을 계기로 단숨에 부장으로 벼락승진
요시자와 미츠키 (22)
북규슈지점의 사무담당
붙임성이 좋은 치유계 캐릭터
야나기
북규슈 지점의 사무담당.

### 이와키리조
이와키리
광역지정폭력단호쿠슈회의 세번째 단체인 이와키리조의 조장
니시오 세이지
이와키리조의 간부, 일류 사립대학출신
우시쿠보
이와키리조의 조원
제철회사에서 30년 가까이 근무했지만 정리해고 당한 후 조원이 됨
사쿠라이 (21)
이와키리조의 조원
고등학교 졸업 후 목수견습생을 했지만 선배와 싸움이 붙는 바람에 일을 그만둔 후 빈둥빈둥 거리는 걸 이와키리가 발견하여 조원이 되었음
이타미
이와키리조의 조원
조원 중에서 가장 연장자지만 다른 조에서 넘어온 케이스라 이와키리 조에서의 위치는 낮음, 예전에 요청에서 일했기에 아침담당을 맟고 있음
호우노
이와키리의 기업사제
평상시에는 게임센터에서 일하고 있으며 용병출신임

### 그 외
타츠자키
드래곤파이낸스 사장
류진회(용신회) 조장
죠시마
조직범죄대책과의 형사
타츠자키와 연이 있음
츠치야
츠치야인쇄소 사장
후카마치 토모히로
마루코시백화점 판매촉진부 부장
세토가와 (45)
동아은행 북규슈지점 지점장
토도
호쿠슈회의 부하
차기회장에 가장 가까운 인물이라고 알려져 있음

## 텔레비전 드라마
2019년 7월 13일부터 9월 28일까지 TV 도쿄계열「드라마24」매주 토요일 0시 12분부터 0시 52분까지(토요일 심야)방송 되었다.

### 캐스팅
- 코마에 미츠오 - 무로츠요시
- 이와키리 타케시 - 후루타 아라타
- 야나기 나오키 - 와타나베 다이치
- 요시무라 미츠키 - 스즈키 아이리
- 사쿠라이 유이치 - 마이쿠마 카츠야
- 코마에 아츠코 - 와타나베 아키코
- 세토가와 타츠로 - 테즈카 토오루
- 죠시마 유타카 - 카와하라 마사히코
- 니시오 세이지 - 즈가하라 다이스케
- 우시쿠보 카츠야 - 키쿠치 킨야
- 이타미 요시미츠 - 신라반쇼
- 레이카 - 쿠로키 히토미
- 타츠자키 켄지 - 다나카 케이

### 스탭
- 원작 - 후쿠자와 테츠조 《I턴》
- 감독 및 각본 - 우치다 에이지
- 음악 - 마키도 타로
- 여는 곡 - Nyanzonu Deshi 「착각 심박수(勘違い心拍数)」
- 닫는 곡 - 타케하라 피스톨 「ON THE ROAD」
- 편집 - 오미노 마사시
- 경찰감수 - 이시자카 타카마사
- 타로카드감수 - 미사키노테
- 액션 코디네이터 - 요시다 히로유키(Gold Fish)
- CG - 일본이펙트센터
- 기술협력 - IMAGICA
- 책임프로듀서 - 아베 신지(TV 도쿄)
- 프로듀서 - 야마가 타츠야(TV 도쿄), 사카시타 테츠야(AX-ON), 키노시타 마리코(TV도쿄), 오카타쿠 마유미(어반즈게이트)
- 제작 - TV 도쿄, AX-ON
- 저작 - I턴 제작위원회

### 방송일정
| 화     | 방송일   | 부제                                                                              |
| ------ | -------- | --------------------------------------------------------------------------------- |
| 제1화  | 7월 13일 | 좌천된 샐러리맨이 야쿠자의 사제!? 일본제일 불운한 사내의 이중생활                 |
| 제2화  | 7월 20일 | 빚이 1000만!! 천국과 지옥의 야쿠자 라이프!?                                       |
| 제3화  | 7월 27일 | 미인부하와 설마하니 대연애!? 처와 자식이 있는 40대 남자의 단신부임은 천국인가!?   |
| 제4화  | 8월 3일  | 달콤한 낚시줄에 걸린 코마에 뒷돈거래 및 약물소지 혐의로 체포!? 기사회생의 대승부! |
| 제5화  | 8월 10일 | 산뜻함VS무서운 야쿠자 결국 전면전 & 금단의 사랑에 눈물의 열창!?                   |
| 제6화  | 8월 17일 | 이와키리인가 친분러브인가 어떻게하면 좋냐고~!? 궁극의 선택에 대폭주               |
| 제7화  | 8월 24일 | 아내가 호스트랑 불륜!? 비밀이 들켜서 W핀치... 산뜻한 야쿠자의 덫                  |
| 제8화  | 8월 31일 | 충격... 스파이가 2명 이와키리에게 발각되어 생명의 위기 결사의 살인크릭!           |
| 제9화  | 9월 7일  | 다음은 당신 차례입니다 파워하라 상사와 냉혹한 야쿠자에게 역습개시!                |
| 第10화 | 9월 14일 | 이와키리조 해산! 역전의 엉터리 광고트릭, 조장을 구하는 애견의 눈물!?              |
| 第11화 | 9월 21일 | 드디어! 결사의 반격편 안녕, 아내여 딸이여... 총격전의 충격적인 결말!?             |
| 最終화 | 9월 28일 | 안녕, 수라의 길 회사원VS야쿠자의 전쟁 마지막에 웃는건 누구?                       |

### 스핀오프 드라마
2019년 8월 2일부터, 개들의 오후라는 제목으로 히카리TV에서 서비스
와타나베 다이치가 연기하는 야나기 나오키를 주인공으로 이와키리 조장인 이아키리 타케시가 기르는 치와와 쇼죠상을 둘러싼 소동을 다룬 이야기
캐스팅
- 와타나베 다이치
- 스즈키 아이리
- 마이쿠마 카츠야
- 즈가하라 다이스케
- 타모토 소란
- 모리타 미사토
- 아이지마 카즈유키
- 무로츠요시(특별출연)
- 후루타 아라타(특별출연)
- 다나카 케이(특별출연)

스탭
- 각본 - 아나원
- 각본감수 - 우치다 에이지
- 감독 - 카키누마 타케오
- 책임프로듀서 - 아베 신지(TV 도쿄)
- 프로듀서 - 야마가 타츠야(TV 도쿄), 사카시타 테츠야(AX-ON), 키노시타 마리코(TV도쿄), 오카타쿠 마유미(어반즈게이트)
- 제작 - TV도쿄, AX-ON
- 저작 - I턴 제작위원회

### 관련상품
- 『I턴』Blu-ray BOX (2019년 12월 18일 발매, 도호)
- 『I턴』DVD BOX (2019년 12월 18일 발매, 도호)

| TV 도쿄 계열 드라마24                       | TV 도쿄 계열 드라마24            | TV 도쿄 계열 드라마24                               |
| 이전 작품                                   | 작품명                           | 다음 작품                                           |
| ------------------------------------------- | -------------------------------- | --------------------------------------------------- |
| 어제 뭐 먹었어? (2019년 4월 6일 ~ 6월 29일) | I턴 (2019년 7월 13일 ~ 9월 28일) | 고독한 미식가 Season8 (2019년 10월 5일 ~ 12월 20일) |